# 原田秀明
原田 秀明（はらだ ひであき）は、日本の外交官。駐ナミビア特命全権大使。

## 人物・経歴
福岡県出身。1979年大阪市立大学商学部卒業、外務省入省。在フィリピン日本国大使館一等書記官として、経済班でフィリピンに対する経済協力等を担当したのち、アフリカ二課地域調整官、福利厚生室長を経て、2018年から駐ナミビア特命全権大使。2022年霞友サービス顧問。